# کل‌آباد
کل‌آباد ، روستایی از توابع بخش اسماعیلی شهرستان عنبرآباد در استان کرمان ایران است.

## جمعیت
این روستا در دهستان حسین‌آباد (عنبرآباد) قرار دارد و براساس سرشماری مرکز آمار ایران در سال ۱۳۸۵، جمعیت آن ۳۵۸ نفر (۶۷خانوار) بوده‌است.